# جون هوارد ويلسون
جون هوارد ويلسون (بالإنجليزية: John Howard Wilson)‏ هو لاعب اتحاد الرغبي بريطاني، ولد في 3 مارس 1930، وتوفي في 10 مارس 2015.